# Hinüber
Hinüber ist eine Hofschaft in Radevormwald im Oberbergischen Kreis im nordrhein-westfälischen Regierungsbezirk Köln in Deutschland.

## Lage und Beschreibung

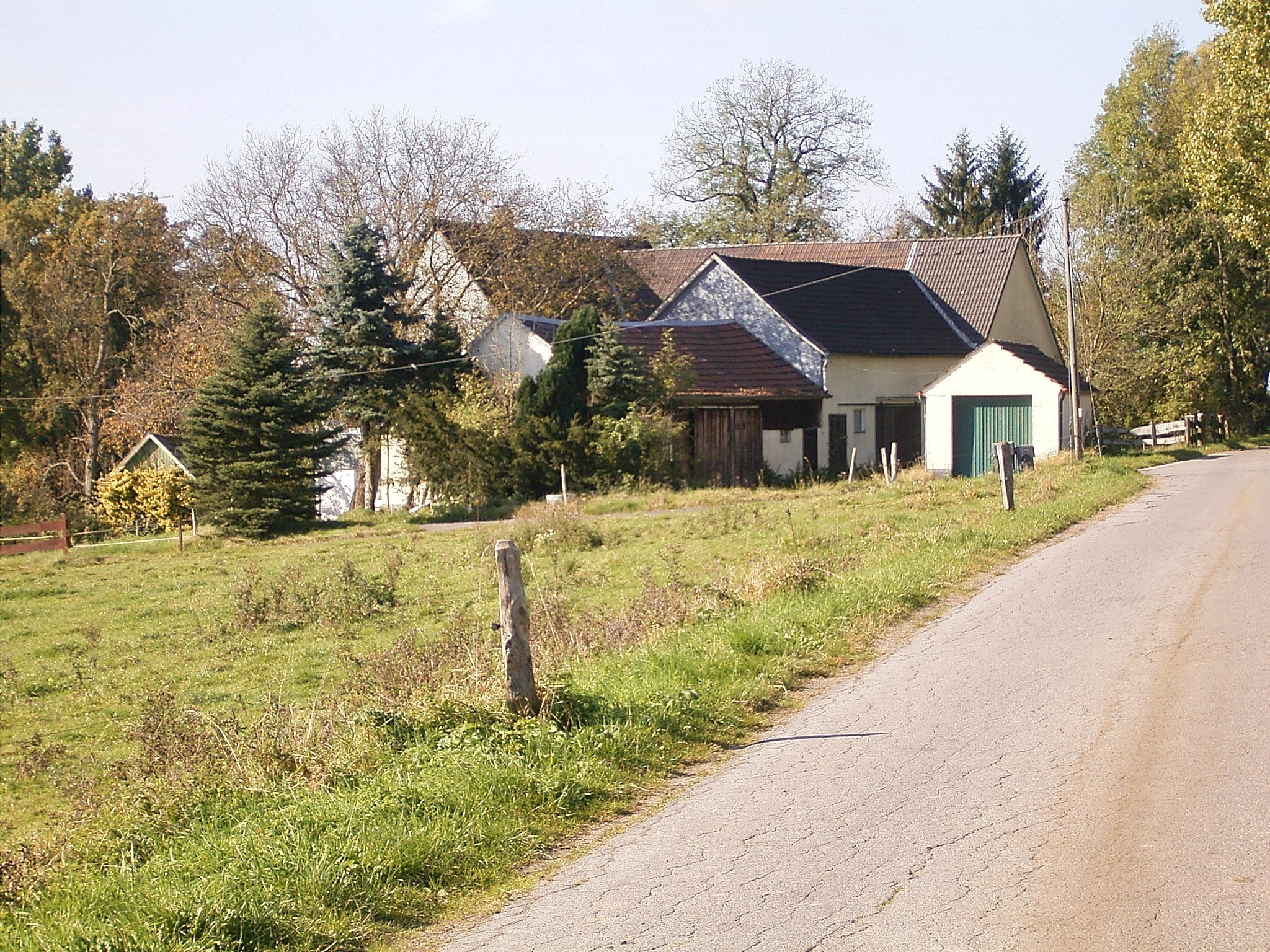

Der Ort liegt im Nordosten des Stadtgebiets unmittelbar an der Stadtgrenze zu Breckerfeld nahe der Ennepetalsperre. Weitere Nachbarorte heißen Born, Wellershausen, Schlechtenbeck, Im Busch und Böckel. Der Ort ist über eine Zufahrtsstraße von der Kreisstraße 10 zu erreichen, die bei Winklenburg abzweigt und über Neuenhaus und Im Busch verläuft.
Südlich von Hinüber verläuft ein Nebenbach des Borbachs, der Finkensiepens.
Hinüber gehört dem Radevormwalder Gemeindewahlbezirk 182 an, der insgesamt 471 Einwohner umfasst.

## Geschichte
In der Topographische Aufnahme der Rheinlande von 1825 ist die Ortslage „Hinüber“ eingezeichnet.